# Calabritto
Calabritto é uma comuna italiana da região da Campania, província de Avellino, com cerca de 2.869 habitantes. Estende-se por uma área de 51 km², tendo uma densidade populacional de 56 hab/km². Faz fronteira com Acerno (SA), Bagnoli Irpino, Caposele, Lioni, Senerchia, Valva (SA).

## Demografia
| Variação demográfica do município entre 1861 e 2011                               |
|                                                                                   |
| Fonte: Istituto Nazionale di Statistica (ISTAT) - Elaboração gráfica da Wikipedia |